# DeFaKa
DeFaKa (Deutsches Familien-Kaufhaus GmbH) was een Duitse warenhuisketen. De keten bestond sinds de jaren 1920 en werd voor het laatst geëxploiteerd door Helmut Horten GmbH als een beëindigde warenhuisdivisie zonder een volledig assortiment met een focus op textiel. De warenhuizen DeFaKa hadden naam gemaakt als pioniers van hun eigen klantenkredietsysteem, dat vooral in de naoorlogse periode onder de Duitse bevolking grote populariteit genoot.

## Geschiedenis

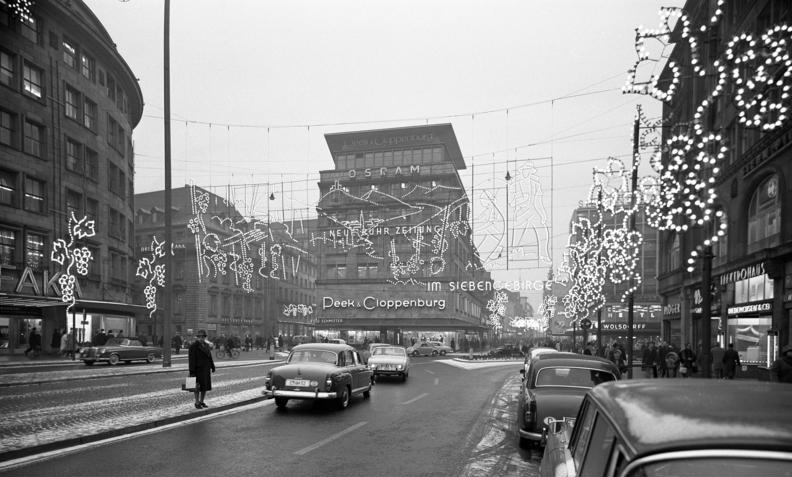
Het DeFaKa-huis in Essen (links), 1961

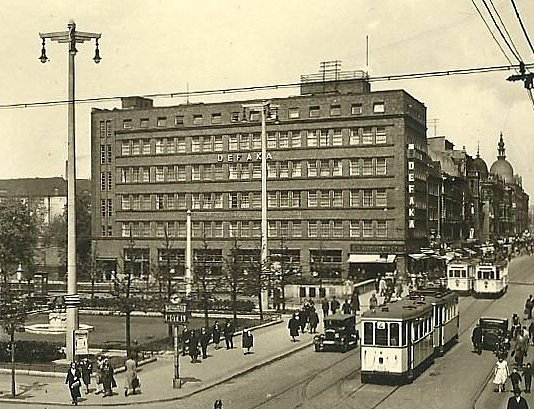
DeFaKa-filiaal aan de Wilhelmstrasse in Gleiwitz, ca. 1940

De Hamburgse zakenman Emil Köster richtte in 1924 de "Emil Köster Textil AG" op en nam toen de "Gemeinwohlige Amtsversorgungs-GmbH" over. Dit laatste bedrijf bood, net als Köster AG, ambtenaren aan om op afbetaling te kopen. Beide bedrijven werden onder E. Köster samengevoegd tot het "Deutschen Familienkaufhaus" (DeFaKa). Na het einde van de inflatie in Duitsland kocht Jakob Michael, die onder meer eigenaar was van de Berlijnse “Industrie- und Privatbank”, de meerderheid van de aandelen in deze warenhuisketen. Om latere intimidatie als jood te voorkomen, emigreerde hij in 1932 naar de VS en richtte daar New Jersey Industries Co. Inc. op om zijn warenhuisketen in onder te brengen. In 1939 exploiteerde DeFaKa 21 vestigingen in Duitsland. Als Amerikaans bedrijf kon DeFaKa arisering vermijden. Na het einde van de oorlog, in 1954, verkocht J. Michael de nog bestaande DeFaKa-warenhuizen in de Bondsrepubliek aan Helmut Horten GmbH voor 60 miljoen DM. Door deze overname groeide het aantal Horten-vestigingen met 19 filialen.
DeFaKa en warenhuis Köster (alleen in Wiesbaden, onderdeel van DeFaKa) werden gebruikt als een tweede merk voor warenhuizen, naast de merken Horten en MERKUR (22 vestigingen in het hele land). Met de nieuwbouw of verbouwing van de filialen werden de DeFaKa-winkels omgedoopt tot Horten, waardoor het merk in de jaren 70 verdween. In 1965 waren de DeFaKa-winkels goed voor een kwart van de totale omzet van alle Horten-bedrijven.

## Filialen
DeFaKa had filialen in:
- Augsburg, Maximilianstrasse[3]
- Berlijn, Rankestrasse 38 / hoek Tauentzienstrasse 13
- Bremen, Kaiserstraße (van 1933 tot 1942) Obernstraße (na 1945)
- Chemnitz, Königstraße 11 / hoek Brückenstraße
- Dresden, Altmarkt 7
- Gleiwitz, Wilhelmstrasse. Na de Tweede Wereldoorlog werd dit DT. Ikar
- Düsseldorf, Graf-Adolf-Straße 44. Vanaf begin jaren 1930.[4] In de jaren 1960 werd het gesloopt en op 24 maart 1966 in nieuwbouw heropend als Horten tot eind 2014
- Duisburg, Düsseldorfer Straße (Europapalast), tegenover het MERKUR-filiaal. Gesloten en na renovatie heropend als Horten op 30 april 1965. Op 29 april 1965 werd DeFaKa in het Europapalast gesloten en verhuisden de medewerkers met hun afdelingen naar de twee nieuwe Horten-warenhuizen in Duisburg
- Dortmund, in het Westfalenhaus aan de Hansastrasse (1929-1964). Gesloopt en vervangen door nieuwbouw. Op 30 september 1965 heropend als Horten tot 1993
- Essen, Kettwiger Straße 1a, gesloopt in 1976, gevolgd door nieuwbouw en heropening eind 1977 als Horten[5] (later GALERIA Horten, tegenwoordig: GALERIA Kaufhof)
- Frankfurt am Main. Dit is het voormalige Kaufhaus Wronker aan de Zeil, dat in 1934 in het kader van de arisering overgaat in DeFaKa.[6]
- Hagen, Elberfelder Strasse
- Hamburg, aan de Grote Burstah
- Hannover, Seilwinderstrasse. Voordat het oude warenhuis aan de Seilwinderstrasse begin jaren zeventig werd afgebroken en op dezelfde plaats een nieuw warenhuis werd gebouwd, werd op de plaats van de voormalige rechtbankgevangenis aan de Weißekreuzplatz een gebouw met een plat dak gebouwd als tijdelijke huisvesting. De voorlopige 5000 m² zou na de voltooiing van het nieuwe gebouw aan de Seilwinderstrasse worden gesloopt, maar werd in 1977 omgebouwd tot het cultuur- en communicatiecentrum Pavillon
- Kiel, Holstenbrücke 1[7]
- Keulen, Schildergasse[8] DeFaKa-filiaal aan de Koningsberger Steindamm
- Koningsbergen, Steindamm 147

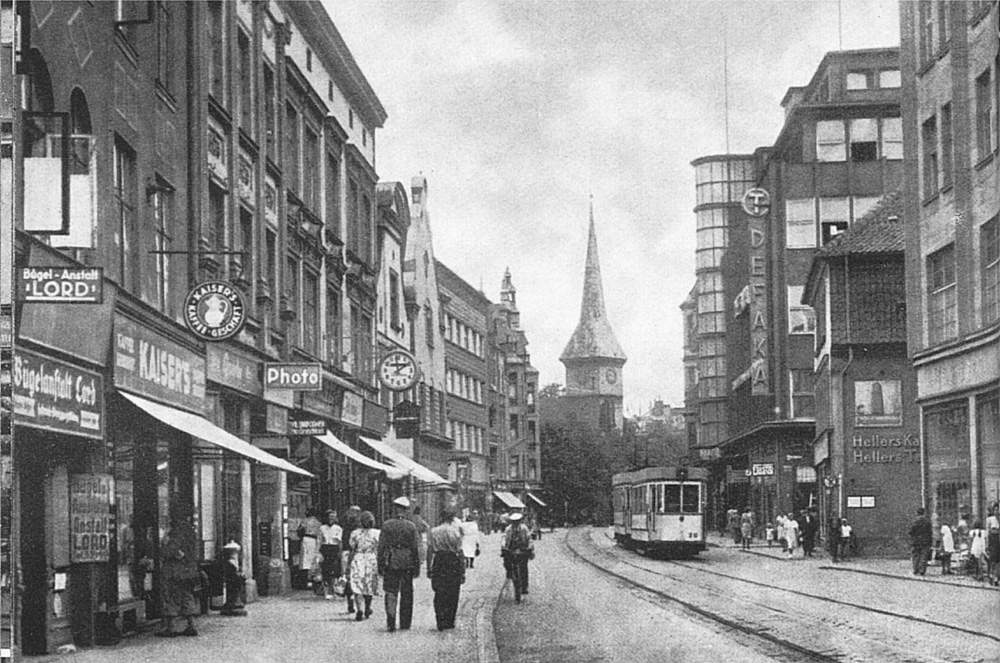
DeFaKa-filiaal aan de Koningsberger Steindamm

- Krefeld. In 1970 vervangen door nieuwbouw Horten
- Mannheim, T1, 1-3
- Münster, Ludgeristrasse 93-109
- Oberhausen, Hoek Markt-/Wörthstraße
- Stuttgart, Königstrasse[9]
- Wiesbaden. Dit warenhuis behoorde tot DeFaKa in de Horten Groep, maar werd tot 1966 geëxploiteerd als "KÖSTER"
- Wuppertal, Herzogstraße. In 1963 werd dit verbouwd tot warenhuis Horten (DeFaKa tot 14 oktober 1963)

Op 11 november 1965 vierde Helmut Horten GmbH de opening van het 50e filiaal. Op dat moment werden er 14 DeFaKa-winkels geëxploiteerd in de steden: Berlijn, Bremen, Düsseldorf, Essen, Frankfurt, Hagen, Hamburg, Hannover, Oberhausen, Kiel, Keulen, Krefeld en Mannheim. Het eveneens tot DeFaKa behorende warenhuis in Wiesbaden was al gesloopt en was tijdelijk gehuisvest in een laagbouw met parkeerdek. Het warenhuis van DeFaKa in Wiesbaden, die echter al was gesloopt - zo lang bevond Köster zich in een geïmproviseerde, laagbouw met een parkeerplaatsoverkapping).
In de eerste editie van de werknemerskrant "Der Einblick" van 1967 (11e jaargang) werd aangekondigd: “Verouderde DeFaKa-warenhuizen zullen worden vervangen door warenhuizen met een volledig assortiment; verouderde Merkur-warenhuizen worden uitgebreid, verbouwd en gemoderniseerd. Aan het einde van deze herstructureringsfase zal ons bedrijf alleen hypermoderne Horten-warenhuizen hebben." Het einde van de warenhuisformules DeFaKa en MERKUR werd daarmee publiekelijk bezegeld.